# Peter Pappenheim
Peter Pappenheim (Amsterdam, 19 december 1926 – 2021) was een Nederlands econoom en alpineskiër.

## Sportloopbaan
Tussen 1949 en 1958 nam hij in het alpineskiën deel aan internationale wedstrijden met de Nederlandse selectie. In 1954 werd hij Nederlands kampioen. Zijn broer Dick was de betere skiër en werd in 1948, 1949, 1950 en 1952 Nederlands kampioen. Samen met Gert Mosler en Margriet Prajoux-Bouma werden de broers geselecteerd voor de Olympische Winterspelen 1952. Mosler moest echter voor aanvang afhaken vanwege zijn studie. Met begeleider Arend Hubrecht reisde het gezelschap op eigen kosten naar Noorwegen. De wedstrijden werden op het Norefjell skisenter nabij Krødsherad gehouden. Peter Pappenheim  werd 48ste op de afdaling, 68ste op de slalom en 70ste op de reuzenslalom. De broers Pappenheim waren de eerste mannelijke Nederlandse olympische deelnemers op het alpineskiën. Omdat de prestaties van de Nederlandse deelnemers erg tegenvielen, werd de Nederlandse Ski Vereniging (NSV) hierna veel strenger en ging het NOC hierna over de selectie. De broers vielen hierdoor af voor de Olympische Winterspelen 1956. Pas bij de Olympische Winterspelen 2022 werden weer Nederlandse skiërs afgevaardigd en kregen de broers in Maarten Meiners een opvolger.

## Maatschappelijke loopbaan
Pappenheim woonde van 1932 tot 1947 in Zwitserland waar hij ook leerde skiën. Hij studeerde een jaar aan de Technische Hogeschool Delft en ging vervolgens sociale wetenschappen en economie doen aan de Nederlandsche Economische Hoogeschool in Rotterdam waar hij afstudeerde in algemene economie, bedrijfseconomie en de besliskunde. Aan de universiteit was hij twee jaar werkzaam als assistent voor wiskundige economie en was vervolgens vijf jaar werkstudent economische onderzoek bij het Centraal Bureau voor de Statistiek. Tussen 1959 en 1986 was hij werkzaam bij Hunter Douglas Europe waar hij als manager verantwoordelijk was voor marktonderzoek, voorspelling en commerciële planning. Tussen 1975 en 1979 was Pappenheim lid van de  commissie inkomensbeleid van de Sociaal-Economische Raad. Direct na de oprichting werd hij lid van D '66 en hij was lid van het bestuur van de afdeling Rotterdam.